# Karl V (opera)
Karl V är en opera (Bühnenwerk) i två delar med text och musik av Ernst Krenek. Verket var den första helaftonsopera som strikt tonsattes efter tolvtonsteknikens regler.

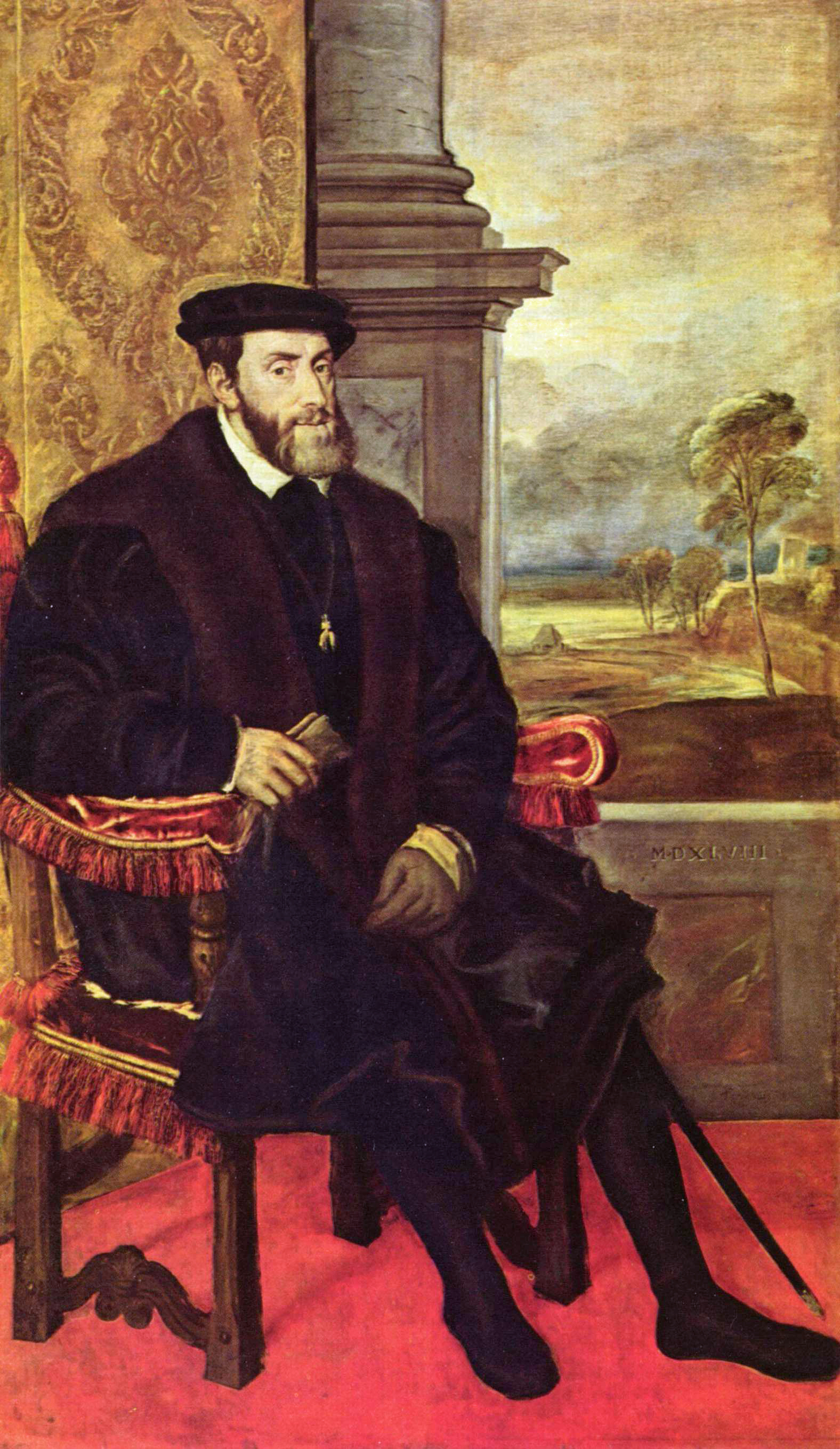
Kejsar Karl V målat av Tizian 1548.

## Historia
I och med att de politiska villkoren i Tyskland skärptes alltmer runt 1930 började Krenek tvivla på sin "nyromantiska" stil. Som konstnär och intellektuell ville han aktivt gripa in i det politiska skeendet. Han hade redan i enaktaren Der Diktator tydligt tagit ställning mot varje form av tyranni och tog sig mer än gärna an dirigenten Clemens Krauss förslag om att skriva ett sceniskt verk med historiskt motiv för Wiener Staatsoper, eftersom det skulle ge honom den önskade möjligheten till en massiv kritik av samtiden. Idén med ett kristet världsrike styrt av en döende kejsare som avlägger räkenskaper för sitt liv, som överensstämde med den kristna korporativa statens ideologi i Österrike 1933, krävde omfattande historiska studier. Krenek ville ge en klar signal mot Tredje rikets annektionssträvanden. Operan tillkom mellan juli 1932 och maj 1933. 
Ursprungligen beställd av Wiener Staatsoper 1930 för att uppföras 1934 sågs premiären emot med stor förväntan. Det hela blev en cause célèbre då uppsättningen ställdes in efter att Krenek blivit svartlistad i Tyskland efter Nazisternas maktövertagande i mars 1933. Krenek misstänkte att det var den stora betoningen på kristlig enhet som gjorde Karl V "ytterst outhärdlig" för nazisterna. En konsertsvit för sopran (Fragmente aus dem Bühnenwerk Karl V., op. 73a) framfördes 1936. 

## Uppförandehistorik
Verket skulle ha uruppförts i juni 1934 men i mars samma år marscherade de tyska trupperna in i Österrike (Anschluss). Krauss gav efter för nazisternas hot och lade ner verket. Premiären flyttades till Neues Deutsches Theater (nuvarande Statsoperan) i Prag, där verket uppfördes 22 juni 1938, men då hade Krenek redan flytt från Europa. Bara några veckor senare skedde Münchenöverenskommelsen och Hitler marscherade in i Tjeckoslovakien och satte stopp för fler föreställningar. Premiären följdes av många tysta år fram till andra världskrigets slut, då isen bröts med uppsättningen av operan i Essen 1950.
År 1954 tillkom en andra version, där slutets ångerögonblick föll bort. För att tydliggöra det simultana förloppet mellan förgången tid och nutid, utspelas handlingen på två plan samtidigt. Inspirationskällorna är här inte bara barockdramat och Kurt Weills och Bertolt Brechts episka musikteater, utan även den filmiska tillbakablickstekniken. Nytt för Krenek är att han här vänder sig till tolvtonsmusiken, som han betraktar som den enda stringenta formen för att förmedla det här ämnet, men han gör inte avkall på de traditionella formerna i uppbyggnaden.
När Otto Schenk satte upp operan på Wiener Staatsoper 1984 blev det svårt att bortse från vad som hänt under mellantiden och bara iscensätta operan som ett rent historiedrama. Trots den historiska bakgrunden blev såväl verket som uppsättningen till en dagsaktuell uppgörelse med de universella maktanspråkens rätt- och orättfärdighet.

## Om operan
Karl V, vars porträtt Tizian målade vid två tillfällen, är en av de mest betydande härskarna i den västerländska historien. För att befästa sitt kejsardömes centrala maktställning tvingades han strida mot Frankrike, mot reformationen och mot de egenmäktiga tyska furstarna. Han drömde om en odelad monarchia universalis, men som munk i San Yuste-klostret i Spanien tvingades han på ålderns höst inse att tiden för den allomfattande makten led mot sitt slut. I härskaren Karl V såg Krenek en stor, försonande och integrerande personlighet, vars like Europa var i trängande behov av i en tid av spirande nationalsocialistiska tendenser. Å andra sidan tog Krenek i operan också upp problemet med politiska ansvaret och de historiska omständigheternas rättfärdigande av en härskares handlingar. Krenek ville i form av en opera visa på historiens mångtydighet, så som Lev Tolstoj gjorde i sin stora roman Krig och fred.
Karl V är Kreneks främsta scenmusikaliska verk. En tät och komplicerad komposition, en filosoferande opera i samma anda som Hans Pfitzners opera Palestrina. Karl V är också ett bevis på tonsättarens betydelse och Krenek håller på att bli alltmer erkänd av eftervärlden. Konstnärligt sett fortsatte inte Krenek att rida på den bekväma framgången av Jonny spielt auf.

## Personer

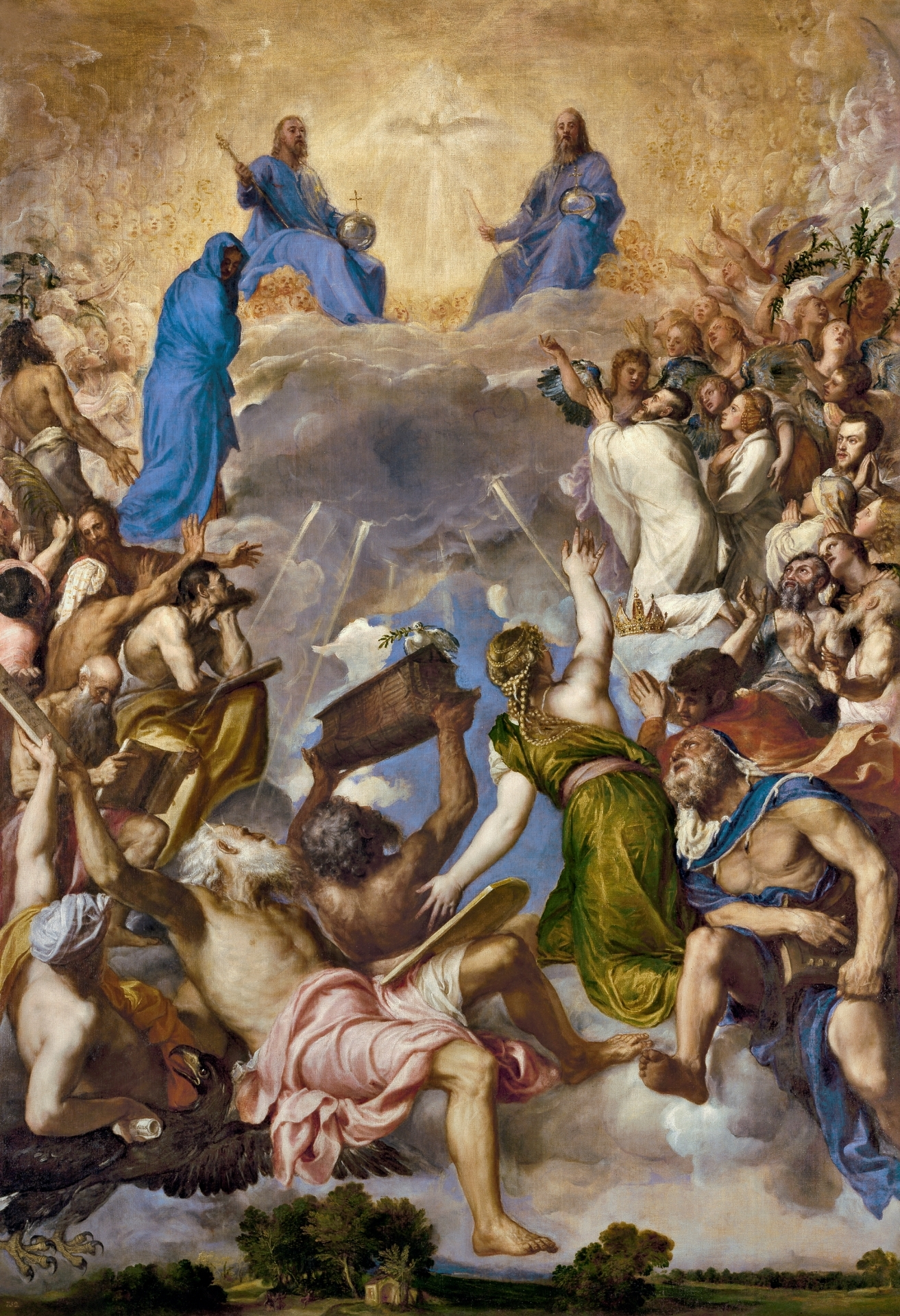
Tizians målning Treenighetens triumf (La Gloria) från ca 1551-1554. Målningen utfördes på beställning av Karl V (avbildad i vit svepning uppe till höger), som skattade målningen över allt annat och inte ens skiljde sig från den i sin exil i klostret Geronimo de San Yuste. I sitt testamente kallade han Tizians målning för "Den yttersta domen".

| Roller | Stämma                       | Premiärbesättning 22 juni 1938 (Dirigent: Karl Rankl) |
| --- | ---------------------------- | ----------------------------------------------------- |
| Karl V | Baryton                      | Pavel Ludikar                                         |
| Juana, hans mor | Alt                          | Lydia Kinderman                                       |
| Eleonore, hans syster | Sopran                       | Martha Kuno                                           |
| Ferdinand, hans bror | Tenor)                       | Kurt Baum                                             |
| Isabella, hans gemål | Sopran                       |                                                       |
| Juan de Regla, hans biktfar | talroll                      |                                                       |
| Henri Mathys, hans livmedikus | talroll                      |                                                       |
| Francisco Borgia, jesuit och kejsarinnans f.d. kammartjänare                                                                          | Tenor                        |                                                       |
| Alarcon, kejsarens anförare | talroll                      |                                                       |
| Alba, kejsarens anförare | talroll                      |                                                       |
| Frundsberg, kejsarens anförare | talroll                      |                                                       |
| Charles de Lannoy, kejsarens anförare                                                                                                 | talroll                      |                                                       |
| Pizarro | Tenor                        |                                                       |
| En spansk fritänkare | talroll                      |                                                       |
| Franz | Tenor                        |                                                       |
| Frangipani | Tenor                        |                                                       |
| Påve Clemens VII | talroll                      |                                                       |
| En kardinal | talroll                      |                                                       |
| Martin Luther | Baryton                      |                                                       |
| Moritz von Sachsen | talroll                      |                                                       |
| En av Luthers anhängare | Tenor                        |                                                       |
| En protestantisk kapten | talroll                      |                                                       |
| Soliman den store, sultan | Bas                          |                                                       |
| Solimans hovastrolog | Tenor                        |                                                       |
| Fyra andar | 2 sopraner, mezzosopran, alt |                                                       |
| Fyra klockor | 2 sopraner, 2 altar          |                                                       |
| Guds röst, klosternoviser, klerker, spanska kättare, tyska landsknektar, spanska damer, nunnor, tyskar och spanjorer, de dödas röster | kör                          |                                                       |

## Handling
Del 1
För att i slutet av sitt liv finna inre frid, söker kejsar Karl V efter abdikationen upp den unga munken Juan de Regla i klostret Geronimo de San Yuste. Av Guds röst kallad att stå till svars, vill han i en livsbikt uppenbara sin kluvna existens, som symboliseras av hans vapen. Karl V hyste i sin ungdom planer att förnya det kristna världsriket. Men Luthers avfall från den romersk-katolska kyrkan ställde honom inför en svår prövning, eftersom han betvivlade möjligheten av en varaktig enhet. Hans tvivel var inte sprungna ut bristande religiös övertygelse, utan orsakades av politiska konstellationer: Den franske kungen Frans I vägrade att förhandla om fred, eftersom en religiös enhet skulle motverka nationella intressen. Frans I äktade visserligen Karl syster Eleonore, men fransmannen hetsade trots det turkarna mot Karl och tyska legoknektar plundrade Rom, vilket ledde till en svår konflikt med påven och stärkte protestanternas makt. Karl agerade strängt mot alla kättare. Först smärtan över hustruns död gjorde honom sensibel för andra människors lidanden, såsom de spanska kättarnas nöd, och osäker på om den blodsutgjutelse som ägde rum till religionens försvar var rimlig. Vid denna punkt i sin berättelse överväldigades Karl V av sina känslor och sjunker vanmäktig till marken.
Del 2
Karl V:s känsloutbrott väcker hos munken Juan tvivel, som jesuiten Francesco Borgia försöker skingra genom att hänvisa till trons och moralens oföränderlighet. Borgia anklagar Karl V för att vara svag i tron. Juan fattar medlidande med Karl V, men Borgia betecknar Juans medlidande som ett otillbörligt känslotillstånd, som är ett hinder för uträttandet av stora uppgifter. När Karl V vaknar ur sin djupa vanmakt, berättar han om hur han ville genomdriva sitt ungdomsideal. Efter Luthers död förordnade han att alla Tyskland protestanter skulle konvertera till katolicismen. Men detta fick folket att resa sig mot honom, stärkte den religiöse motståndaren Soliman den store och tvingade honom slutligen att abdikera. Juan accepterar de yttre tvången som motiv för Karls handlingar; Borgia insisterar däremot på att den döende skall avlägga en ångerbekännelse.